# Потштат
Потштат (чеш. Potštát), (нем. Bodenstadt) — город в Чехии, в северной части района Пршеров Оломоуцкого края. С 2003 года центр города является историческим заповедником.
Находится в историческом регионе Чешской республики — Моравия в 12 км к северо — западу от г. Границе, в 25 км к северо — востоку от районного центра Пршерова, в 30 км к юго-востоку от Оломоуца, в 49 км к юго-востоку от Остравы и 236 км к юго-востоку от столицы Чехии — Праги.

## История
Населённый пункт появился предположительно в XIII веке. Первые упоминания относятся к 1322 году, тогда уже городе, основанном немецкими колонистами-рудокопателями. В 1377 году описывается, как укрепленный город. В конце XVI века была построена знаменитая башня с часами.
После 1945 года немецкоязычное большинство населения города было депортировано. До настоящего времени число жителей составляет примерно половину от городского населения Потштата начала XX века.

## Достопримечательности
- Церковь Святого Варфоломея 1408 г.
- Церковь Успения Пресвятой Богородицы 1658 г.
- Башня с часами посередине площади 1700 г.
- Руины замка.
- Чумовой столп (Марианская колона)

## Административное деление
Административно разделён на 5 городских частей:
- Потштат
- Бошков / Boškov
- Коваржов / Kovářov
- Кижмиров / Kyžlířov
- Липна / Lipná

## Население
| Год  | Численность | Численность |
| ---- | ----------- | ----------- |
| 1869 | 3594        | [ 5 ]       |
| 1880 | 3531        | [ 5 ]       |
| 1890 | 3498        | [ 5 ]       |
| 1900 | 3453        | [ 5 ]       |
| 1910 | 3091        | [ 5 ]       |
| 1921 | 2905        | [ 5 ]       |
| 1930 | 2886        | [ 5 ]       |
| 1950 | 1389        | [ 5 ]       |
| 1961 | 1614        | [ 5 ]       |
| 1970 | 1626        | [ 5 ]       |
| 1980 | 1526        | [ 5 ]       |
| 1991 | 1294        | [ 5 ]       |
| 2001 | 1239        | [ 5 ]       |
| 2014 | 1191        | [ 6 ]       |
| 2016 | 1223        | [ 7 ]       |
| 2017 | 1203        | [ 8 ]       |
| 2018 | 1183        | [ 9 ]       |
| 2019 | 1179        | [ 10 ]      |
| 2020 | 1189        | [ 11 ]      |
| 2021 | 1182        | [ 12 ]      |
| 2022 | 1170        | [ 13 ]      |
| 2023 | 1246        | [ 14 ]      |
| 2024 | 1244        | [ 3 ]       |

## Галерея

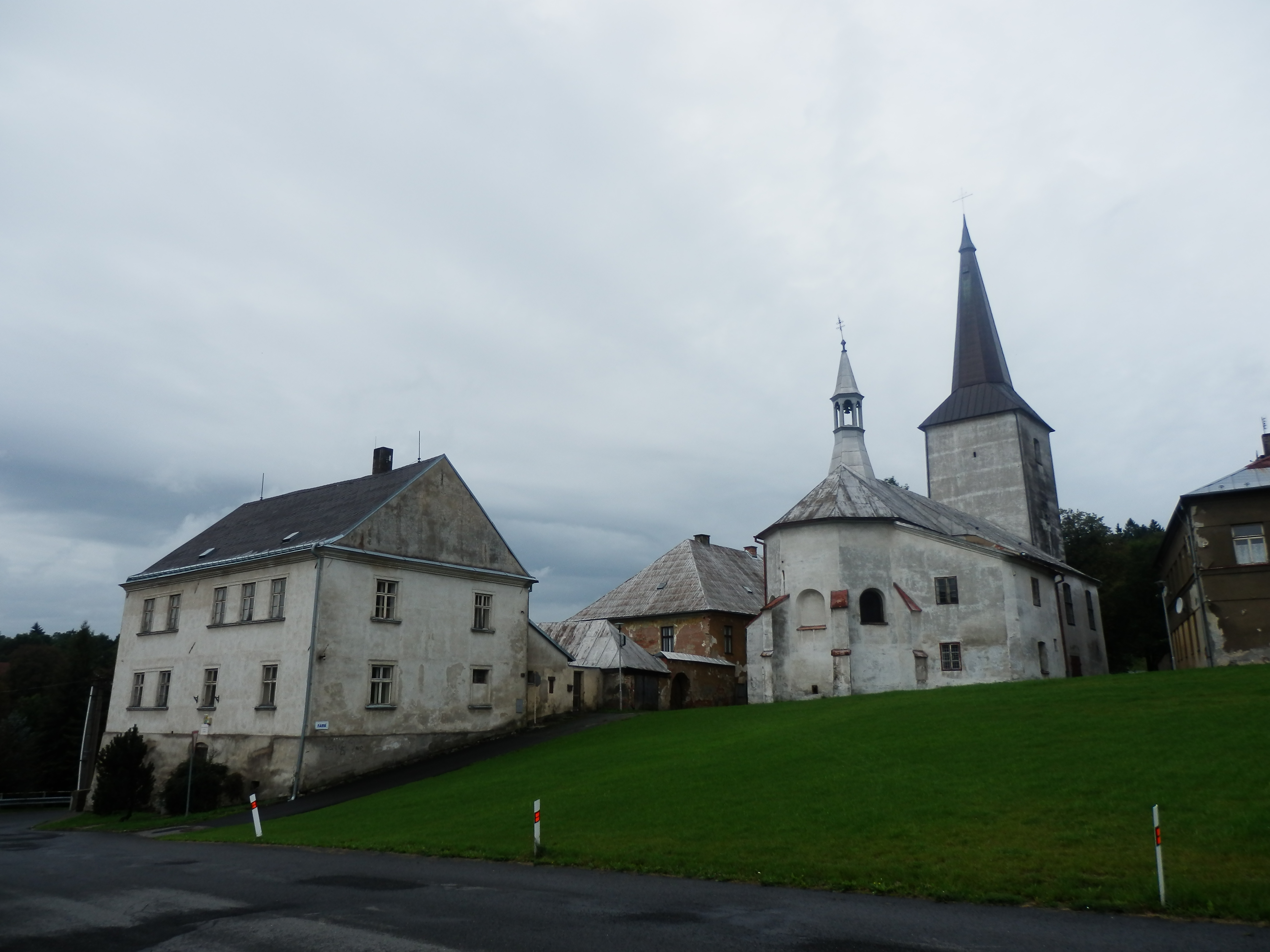
Церковь св. Варфоломея в Потштате
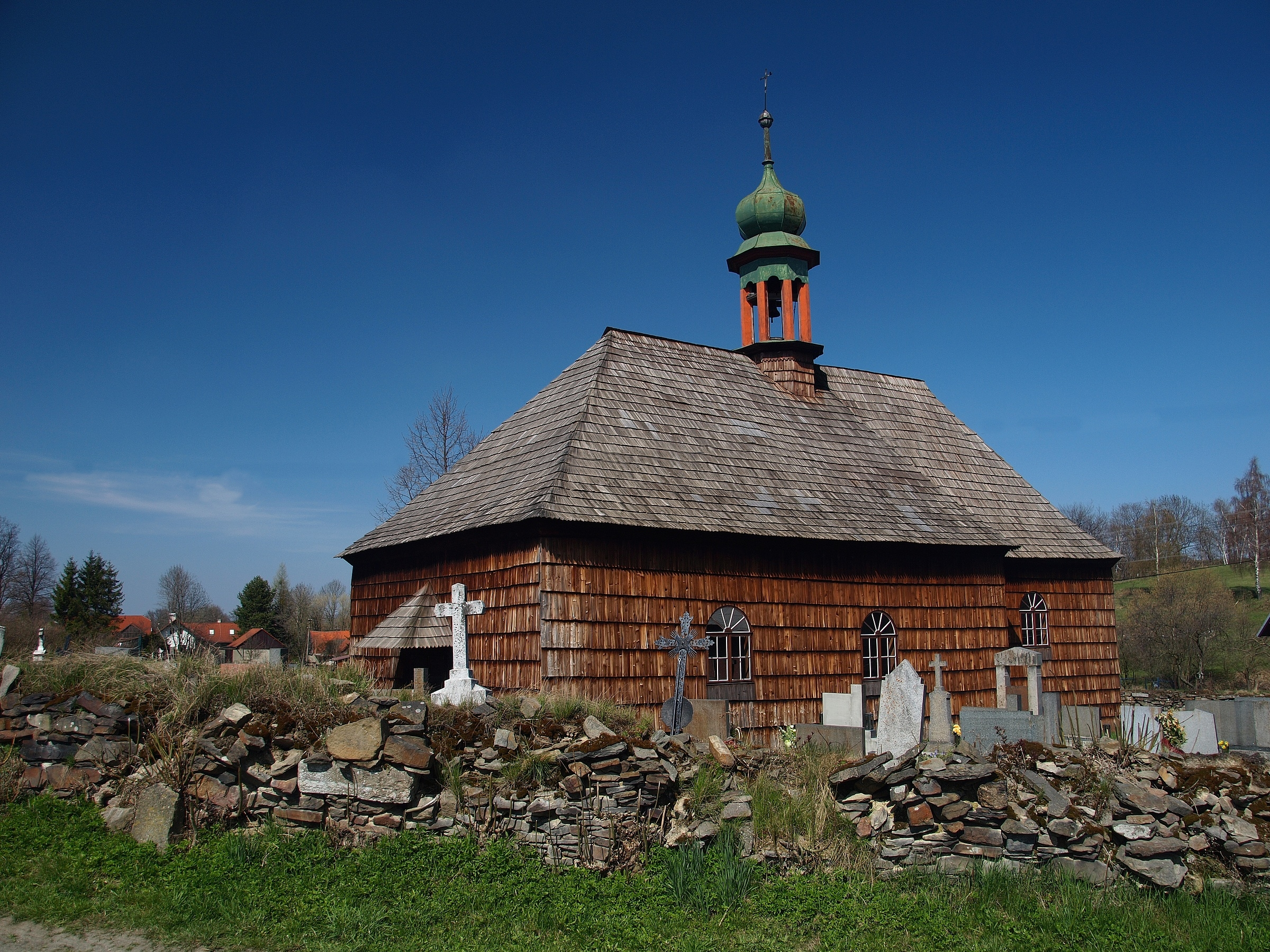
Церковь Иоанна Крестителя
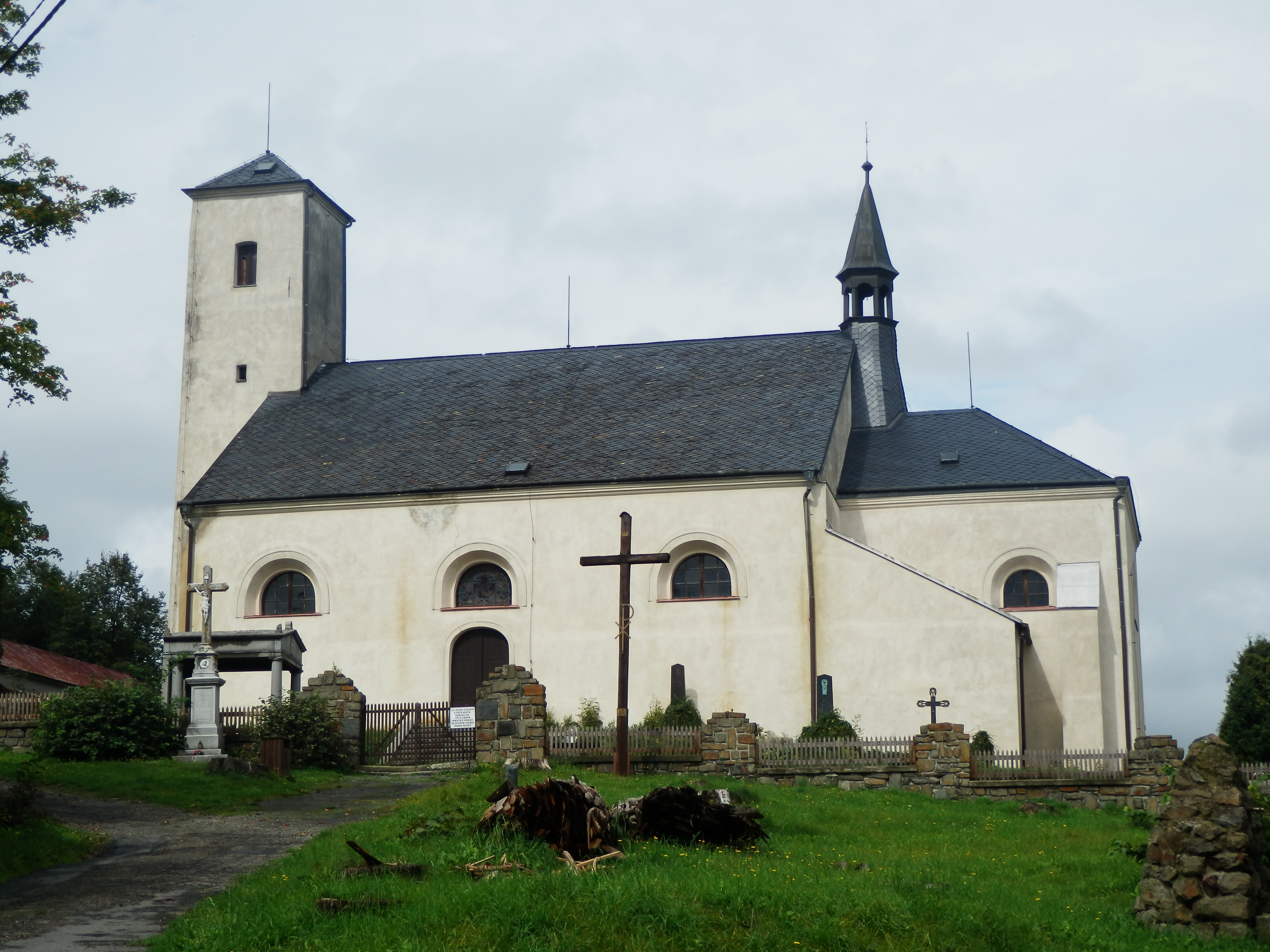
Церковь Успения Пресвятой Богородицы в Потштате
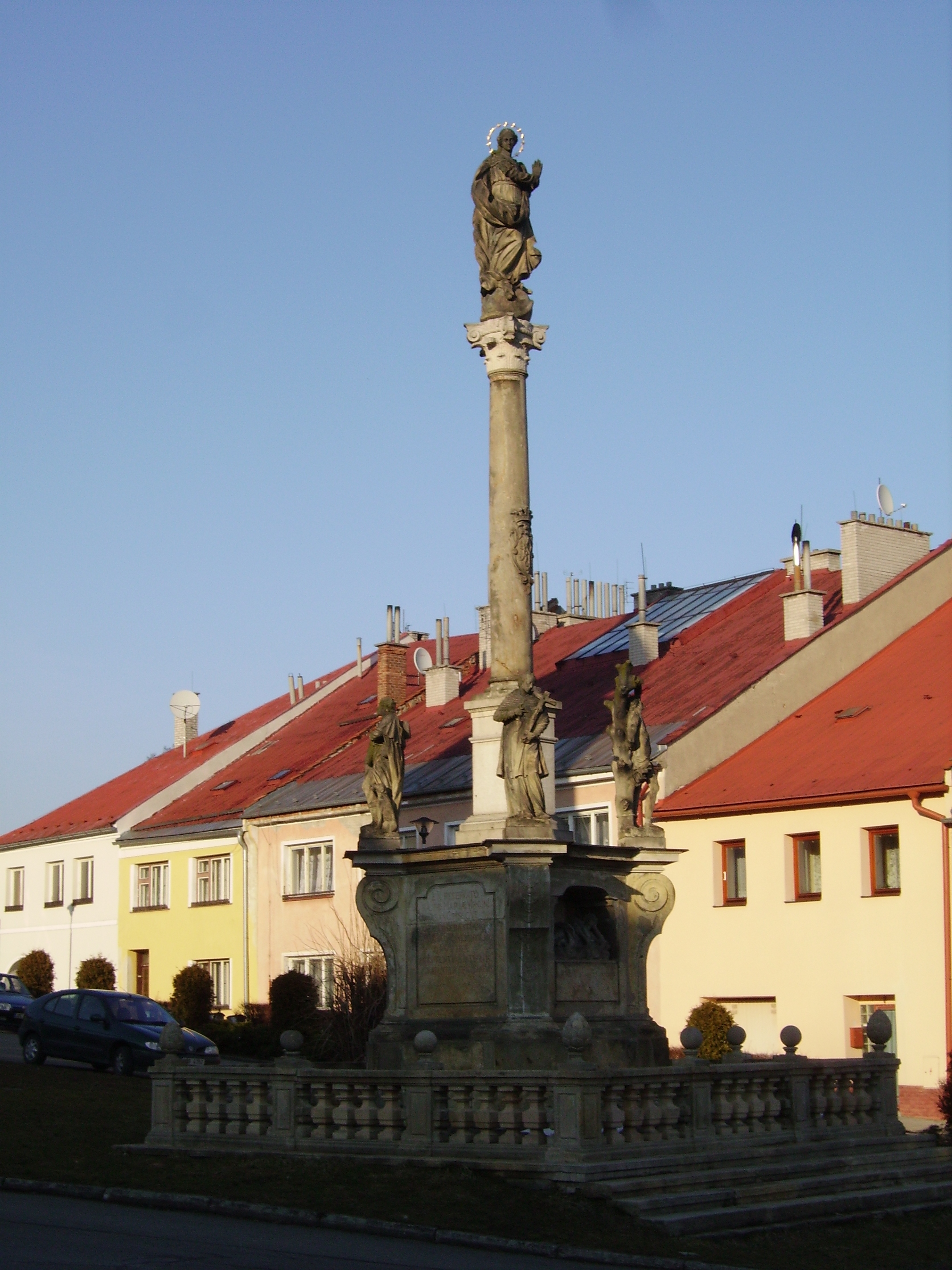
Марианская колона